# لين مانويل ميراندا
لين مانويل ميراندا (بالإنجليزية: Lin-Manuel Miranda) (و. 1980 – م) هو ملحن، وشاعر غنائي، وممثل، وممثل مسرحي من الولايات المتحدة الأمريكية. ولد في مدينة نيويورك.

## التعليم
تعلم في جامعة وسليان.

## جوائز وترشيحات
حصل على جوائز منها:
- جائزة توني عن فئة أفضل كتاب مسرحية موسيقية [الإنجليزية]‏ (2016)
- جائزة توني عن فئة أفضل موسيقى مؤفلمة [الإنجليزية]‏ (2016)
- جائزة بوليتزر عن فئة الدراما، عن عمل: هاميلتون (مسرحية موسيقية) (2016)[10]
- جائزة المسرح العالمي (2007).[11]

ترشح لـ:
- جائزة توني عن فئة أفضل ممثل في مسرحية موسيقية [الإنجليزية]‏ (2016)
- جائزة توني عن فئة أفضل ممثل في مسرحية موسيقية [الإنجليزية]‏ (2008).

## وصلات خارجية
- لين مانويل ميراندا على موقع IMDb (الإنجليزية)
- لين مانويل ميراندا على موقع الموسوعة البريطانية (الإنجليزية)
- لين مانويل ميراندا على موقع روتن توميتوز (الإنجليزية)
- لين مانويل ميراندا على موقع ميوزك برينز (الإنجليزية)
- لين مانويل ميراندا على موقع قاعدة بيانات برودواي على الإنترنت (الإنجليزية)
- لين مانويل ميراندا على موقع أول ميوزيك (الإنجليزية)
- لين مانويل ميراندا على موقع ديسكوغز (الإنجليزية)
- لين مانويل ميراندا على موقع قاعدة بيانات الفيلم (الإنجليزية)
- لين مانويل ميراندا على موقع ليتربوكسد (الإنجليزية)
- لين مانويل ميراندا على موقع كينوبويسك (الروسية)